# 서울원명초등학교
서울원명초등학교는 대한민국 서울특별시 서초구 서초동에 있는 공립 초등학교이다.

## 학교 연혁
- 1989년 7월 4일 초등학교 설립인가
- 1990년 5월 4일 27학급 편성 개교
- 1993년 3월 5일 도서실 개관
- 1993년 12월 31일 과학우수학교 표창
- 1997년 12월 30일 환경교육 우수학교 표창
- 2004년 3월 4일 방과후 특별활동 선도학교 지정
- 2004년 11월 25일 복합정보화 센터 개관
- 2005년 1월 15일 병설유치원 설립인가
- 2005년 4월 15일 병설유치원 개원 (만 5세 2학급)
- 2006년 12월 22일 방과후 특별활동 우수학교 표창
- 2007년 8월 31일 운동장 인조잔디구장 준공
- 2007년 12월 31일 ICT교육 우수학교 표창
- 2008년 3월 1일 서울교육대학교 실습협력학교 지정
- 2008년 12월 31일 학교경영 우수학교 표창
- 2010년 11월 30일 방과후학교 영어교실 리모델링
- 2015년 3월 1일 방과후학교 규모 확대(토요방과후 신설)
- 2015년 6월 4일 주차장 배수로 포장공사
- 2015년 10월 19일 방송시설(방송실, 멀티실, 강당) 교체 공사
- 2016년 8월 31일 인조잔디운동장 개보수공사, 소방시설 개선공사
- 2016년 9월 9일 미세먼지 측정기 구입
- 2017년 2월 20일 본관 이동식 램프 및 창호 출입문 설치
- 2017년 3월 1일 정규학급 42개 학급 편성
- 2017년 7월 1일 도서실 서고 및 책걸상 교체
- 2017년 7월 16일 옹벽 벽화 공사
- 2017년 10월 1일 본관 앞 보도블럭, 배수로 안전덮개 설치공사
- 2017년 12월 28일 2017 종합검사 최우수학교, 교육과정 우수학교 표창
- 2018년 8월 22일 복합정보센타 4층 강당바닥개선공사
- 2018년 11월 5일 서초구청장배 꿈나무 축구대회 3위
- 2018년 12월 28일 2018 교육활동(인성교육) 우수학교, 유치원 교육장 표창
- 2019년 3월 1일 정규학급 43학급 편성, 돌봄교실, 병설유치원 증설(총 3학급)
- 2019년 7월 12일 원명어린이국회연구회 국회의장상 수상
- 2019년 8월 1일 석면해체제거 공사
- 2019년 9월 4일 내진보강공사
- 2019년 10월 28일 제 22회 서초구청장 꿈나무 축구대회 준우승
- 2019년 12월 30일 2019 교육혁신, 학교폭력예방 및 근절 우수학교 교육장 표창
- 2020년 3월 1일 유정원 교장 부임

## 학교 상징
- 학교 상징 꽃 - 개나리 : 봄소식을 제일 먼저 알리는 개나리처럼 늘 화사하고 신선함을 지닌 밝은 원명어린이
- 학교 상징 나무 - 소나무 : 사계절 항상 푸르고 싱싱한 소나무의 변하지 않는 절개와 강인함을 본받는 슬기롭고 튼튼한 원명어린이

## 참고 자료
- 서울원명초등학교 - 한국교육학술정보원 학교알리미